# Gabão nos Jogos Olímpicos de Verão de 2000
Gabão participou dos Jogos Olímpicos de Verão de 2000 em Sydney, Austrália. Não conquistou nenhuma medalha.